# Armure (hydrologie)
Pour les articles homonymes, voir Armure.

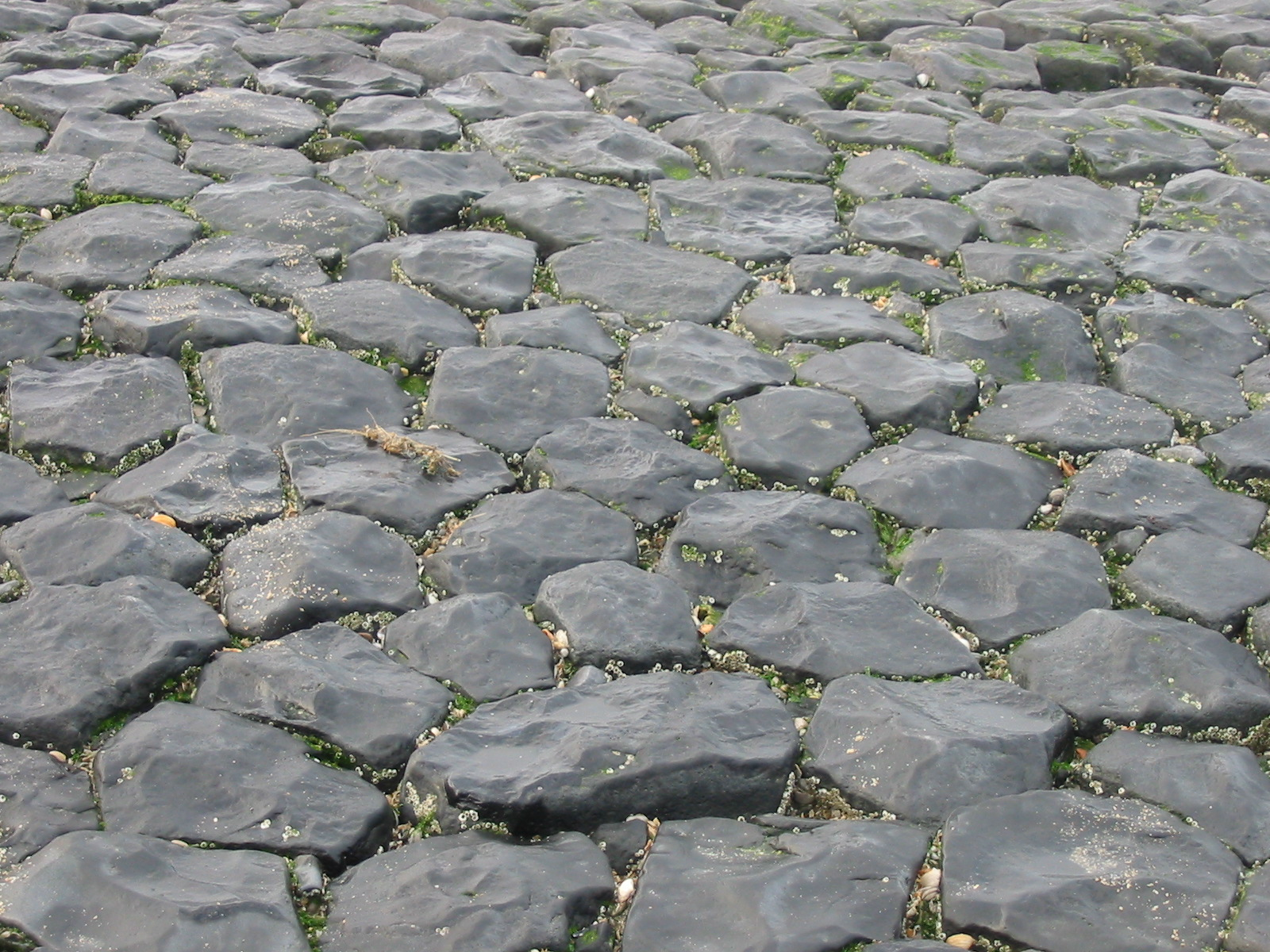
Armure de blocs de basalte.

En hydrologie et géographie, l'armure est la présence étendue de roche(s) dure(s), de galets au fond du lit mineur d'un cours d'eau ou sur une plage (exemple : plage de galets). 
Un tel modelé en armure se produit le plus souvent naturellement. Dans le cas d'un torrent, on évoque très souvent un pavage. Il en existe cependant une forme artificielle, généralement appelée riprap, lorsque les rives ou les berges d'un cours d'eau sont consolidées pour la protection contre l'érosion avec de gros rochers (exemple : cordon d'enrochement) ou avec des objets en béton manufacturé de grande taille (exemple : tétrapodes). 
La modélisation hydrologique indique que l'armure des cours d'eau persiste généralement dans un environnement en phase d'inondation.

## Diagramme de Hjulström

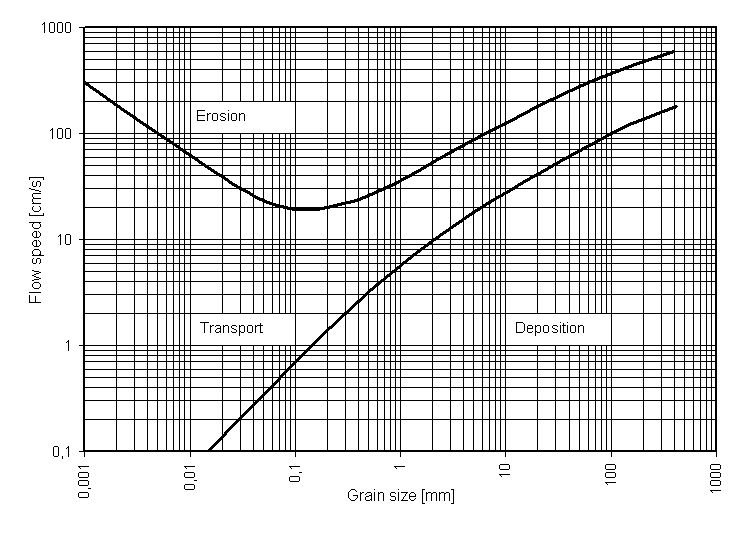
Diagramme de Hjulström.

Les armures de lit sont le plus souvent transportées par entraînement, et plus particulièrement par suspension et saltation. Ces deux processus impliquent de déplacer les sédiments à la fois près et autour du lit d'une rivière. Lorsqu'un sédiment est entraîné, il est déplacé vers l'aval par les forces entre les couches d'eau qui l'entourent, et une fois qu'il se dépose, il commence à créer une couche sur le lit de la rivière. Cette couche de sédiments modifie l'hydrologie de la rivière qui l'entoure, car une fois que cette couche de fond est formée, elle affecte l'hydraulique de la rivière. Cette couche de sédiments sur le lit de la rivière peut agir comme une barrière à l'écoulement entrant, et en fonction de la taille et de la distribution des grains, peut changer la rivière. Il est important de comprendre le diagramme de Hjulström, car il représente à quelle taille de grain et à quelle vitesse d'écoulement une particule est transportée. La pente présente en haut à gauche du graphique est due à la cohésion de l'argile et du limon.

## Taille des particules
La distribution et la taille des sédiments peuvent parfois aider à indiquer le type de rivière et la direction générale de l'écoulement. La répartition des grains de l'armure de lit, est essentielle pour comprendre l'armure et sa fonction qui dépend de la taille de l'armure. Par exemple, si un gros morceau de sédiment repose sur la couche d'armure de lit de la rivière, il peut changer le seuil d'écoulement critique. Le changement du débit critique au fond du ruisseau ou de la rivière peut modifier la turbidité du débit, et créer différents types de systèmes fluviaux en fonction de la gamme d'impact du changement de débit. Cet effet peut créer une boucle positive, le débit critique perturbant les petits sédiments en aval qui répètent le processus.

## Puissance de flux
La puissance du ruisseau exprime la quantité d'énergie qu'une rivière exerce sur son lit. L'équation est principalement utilisée pour comprendre la force, en termes de travail de l'eau sur le lit. L'armure de lit est directement impliqué dans ces équations, lorsque la force exercée sur le ruisseau augmente, l'eau agissant sur les sédiments peut également augmenter. Cela peut entraîner des changements et des mouvements dans le cours d'eau en référence aux sédiments de la couche inférieure.